# El Mezquital, Santiago de Anaya
El Mezquital är en ort i Mexiko.   Den ligger i kommunen Santiago de Anaya och delstaten Hidalgo, i den sydöstra delen av landet, 110 km norr om huvudstaden Mexico City. El Mezquital ligger 1 953 meter över havet och antalet invånare är 816.
Terrängen runt El Mezquital är kuperad åt nordväst, men åt sydost är den platt. Runt El Mezquital är det ganska tätbefolkat, med 129 invånare per kvadratkilometer. Närmaste större samhälle är Santiago de Anaya, 6,0 km öster om El Mezquital. Trakten runt El Mezquital består i huvudsak av gräsmarker.